# Нанжи, Ленни
Ленни́ Лои́к Нанжи́ (фр. Lenny Loic Nangis; 24 марта 1994, Бас-Тер) — гваделупский и французский футболист, вингер клуба «Нанси».

## Карьера
Нанжи всю свою профессиональную карьеру провёл в клубе «Кан».
19 августа 2011 года Нанжи заключил свой первый профессиональный контракт с «Каном» на три года. Нанжи дебютировал за «Кан» 31 августа 2011 года в матче Кубка французской лиги против «Бреста», выйдя на замену.
Вызывался в различные молодёжные сборные Франции. В составе сборной Франции по футболу (до 17 лет) играл на чемпионате мира по футболу среди юношеских команд 2011, где забил один гол.

## Статистика
| Сезон   | Клуб  | Лига   | Лига  | Лига | Кубок | Кубок | Кубок Лиги | Кубок Лиги | Евро  | Евро | Всего | Всего |
| Сезон   | Клуб  | Лига   | Матчи | Голы | Матчи | Голы  | Матчи      | Голы       | Матчи | Голы | Матчи | Голы  |
| ------- | ----- | ------ | ----- | ---- | ----- | ----- | ---------- | ---------- | ----- | ---- | ----- | ----- |
| 2011/12 | Кан   | Лига 1 | 11    | 1    | 0     | 0     | 3          | 0          | —     | —    | 14    | 1     |
| 2012/13 | Кан   | Лига 2 | 8     | 1    | 0     | 0     | 3          | 0          | —     | —    | 8     | 1     |
| 2013/14 | Кан   | Лига 2 | 20    | 1    | 4     | 1     | 2          | 0          | —     | —    | 26    | 2     |
| 2014/15 | Кан   | Лига 1 | 34    | 4    | 0     | 0     | 1          | 0          | —     | —    | 35    | 4     |
| Всего   | Всего | Всего  | 73    | 7    | 4     | 1     | 6          | 0          | 0     | 0    | 83    | 8     |